# Герой НДР
Герой Німецької Демократичної Республіки — вища державна нагорода і почесне звання в Німецькій Демократичній Республіці.

## Історія заснування і опис нагороди
Звання засноване 26 жовтня 1975. Нагорода створена за зразком радянського звання Герой Радянського Союзу. Звання Героя НДР присвоювалась за героїчні заслуги у створенні НДР, зміцнення її обороноздатності та міжнародного авторитету, а також за заслуги в боротьбі з фашизмом. Нагородженому вручалася Золота зірка Героя НДР, виготовлена із золота 960 проби і діамантів, а з 1978 року одночасно і орден Карла Маркса. Звання Героя НДР не скасовувалося і перестало існувати одночасно з припиненням існування НДР в 1990 році.

## Нагородження
На відміну від звання Героя Радянського Союзу, звання Героя НДР було виключно рідкісною нагородою. Було всього 15 нагороджень. При цьому одній особі воно було присвоєно тричі — Л. І. Брежнєву і трьом особам двічі. Таким чином, всього це звання присвоєно 10 особам — 6-ом громадянам НДР і 4-ом громадянам СРСР. За винятком чотирьох космонавтів, всі нагороджені — вищі керівники держави і збройних сил.

## Кавалери
- Гайнц Гофман (1910–1985), генерал армії НДР, Міністр оборони НДР (1975, 1980);
- Еріх Мільке (1907–2000), генерал-полковник, Міністр державної безпеки НДР (1975, 1983);
- Фрідріх Діккель (1913–1993), генерал-полковник, Міністр внутрішніх справ НДР (1975, 1983);
- Леонід Ілліч Брежнєв (1906–1982), Маршал Радянського Союзу, Генеральний секретар ЦК КПРС (1976, 1979, 1981);
- Зигмунд Єн (н.1937), льотчик-космонавт НДР, підполковник (1978);
- Биковський Валерій Федорович (н.1934), льотчик-космонавт СРСР, полковник (1978);
- Ковальонок Володимир Васильович (н.1942), льотчик-космонавт СРСР, полковник (1978);
- Іванченков Олександр Сергійович (н.1940), льотчик-космонавт СРСР (1978);
- Віллі Штоф (1914–1999), генерал армії НДР, Голова Ради Міністрів НДР (1984);
- Еріх Гонеккер (1912–1994), Голова Державної Ради НДР, Генеральний секретар ЦК СЄПН (1987).